# برایان گودمن

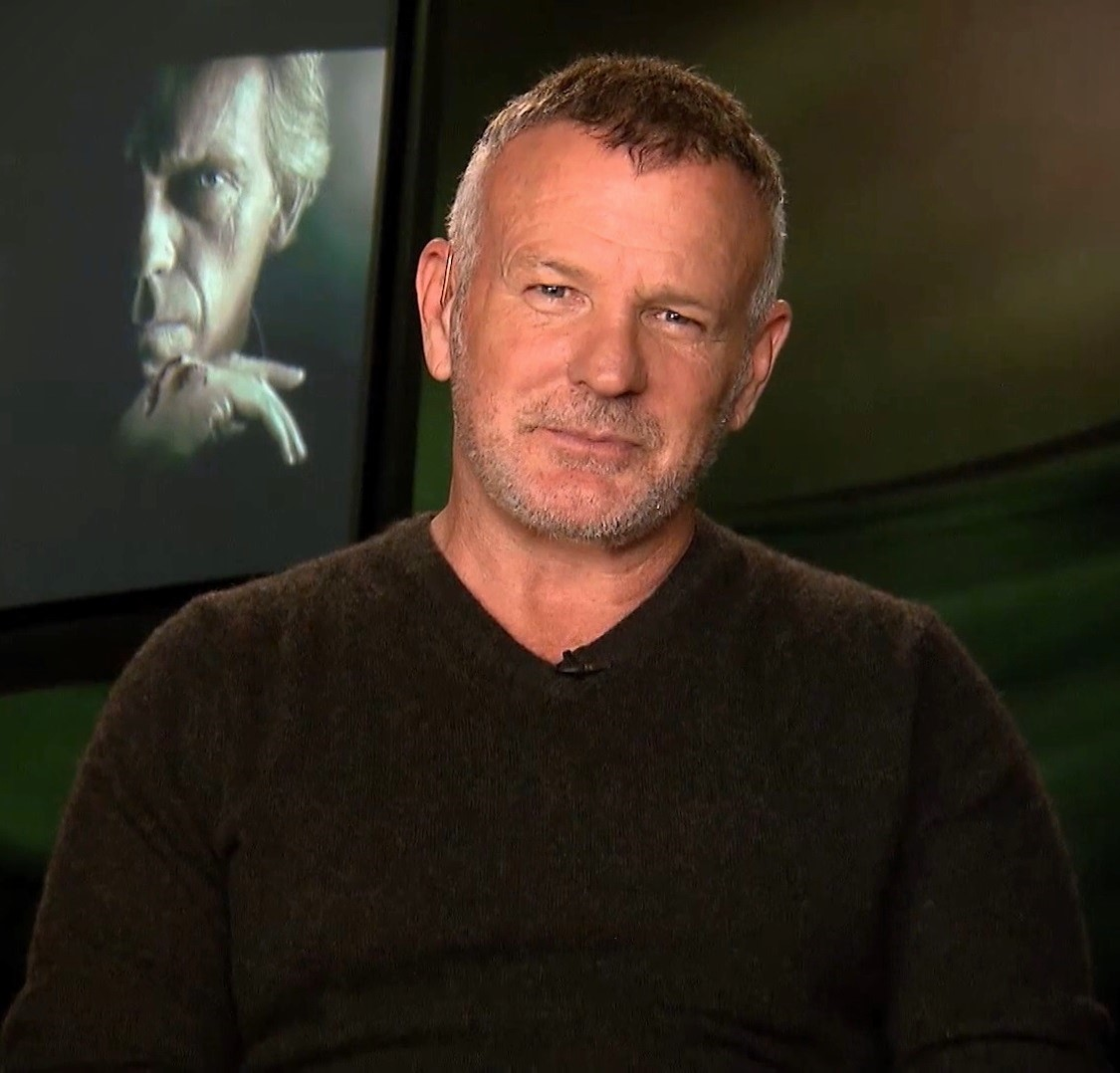
برایان گودمن در برنامه سرگرمی پیاده روها

برایان گودمن (زاده ۱ ژوئن ۱۹۶۳،   بوستون، ماساچوست) کارگردان فیلم، کارگردان تلویزیونی، نویسنده و بازیگر آمریکایی است.

## حرفه
برایان گودمن برای در فیلم کم‌هزینه‌ای به نام سوزی با دانی والبرگ تست داد و  نقشی را دریافت کرد. 
در سال ۲۰۰۸، گودمن در نویسندگی و کارگردانی فیلم آنچه تو را نمی‌کشد را کارگردانی کرد. گودمن همچنین در تعدادی از فیلم‌ها و سریال‌های تلویزیونی مختلف، از جمله تمام سیزده قسمت خط آتش (در نقش دانوان استابین) و سه قسمت از لاست در نقش رایان پرایس، نقش‌های تکراری و مهمان داشته است.
او همچنین در آخرین قلعه (۲۰۰۱)، اگه می‌تونی منو بگیر (۲۰۰۲)، سریع و خشمگین: توکیو دریفت (۲۰۰۶)، و دو قسمت از ۲۴ ظاهر شد. او یکی از بازیگران اصلی فصل ۳ و ۴ ریزولی و آیسلز بود.

## فیلم‌شناسی

### فیلم
| سال  | عنوان                           | نقش                         | یادداشت         |
| ---- | ------------------------------- | --------------------------- | --------------- |
| ۱۹۹۸ | ساوتی                           | راهب                        |                 |
| ۱۹۹۸ | طناب دار                        | گاوین                       |                 |
| ۱۹۹۹ | در رویاها                       | پلیس در ماشین جوخه          |                 |
| ۲۰۰۰ | رز سیاه                         |                             |                 |
| ۲۰۰۰ | فقط یک شب                       | متهم 2                      |                 |
| ۲۰۰۱ | آخرین قلعه                      | باپری                       |                 |
| ۲۰۰۱ | صحنه های جنایت                  | ترور                        |                 |
| ۲۰۰۱ | فوت کردن، دمیدن                 | گاس نگهبان                  |                 |
| ۲۰۰۱ | یتیم                            | عمو بیل                     |                 |
| ۲۰۰۲ | اگه می تونی منو بگیر            | صاحب متل                    |                 |
| ۲۰۰۲ | دوچرخه سواران تگزاس             | آیزاک کوپر (صدا)            | مستقیم به ویدیو |
| ۲۰۰۵ | مونیخ                           | آمریکایی متخاصم             |                 |
| ۲۰۰۶ | آناپولیس                        | بیل هارد                    |                 |
| ۲۰۰۶ | مشکل سگ                         | جو نگهبان                   |                 |
| ۲۰۰۶ | سریع و خشمگین: دریفت توکیو      | سرگرد بوسول                 |                 |
| ۲۰۰۷ | پایان بازی: جستجوی بروس لی جدید | تی جی                       |                 |
| ۲۰۰۸ | آنچه شما را نمی کشد             | پت کلی                      |                 |
| ۲۰۰۹ | رحمت                            | گارد امنیت                  |                 |
| ۲۰۱۰ | همدردی برای لذیذ                | جکو                         |                 |
| ۲۰۱۱ | سال مینئو                       | کاراگاه تانکرسلی            | بازیگر          |
| ۲۰۱۷ | پروانه سیاه                     | راننده کامیون / مامور راثول | همچنین کارگردان |
| ۲۰۱۷ | ریشه کنی                        | آقای مارسلو                 | (کوتاه)         |
| ۲۰۱۸ | شیرین ۱۶                        | کارآگاه برنز                | (کوتاه)         |
| 2022 | آخرین حضور زنده                 | None                        | کارگردان        |
| 2023 | جاذبه کشنده                     | آرتور توملینسون             | بازیگر          |